# NGC 683
NGC 683 (również PGC 6718 lub UGC 1288) – galaktyka spiralna (S?), znajdująca się w gwiazdozbiorze Barana. Odkrył ją John Herschel 17 października 1825 roku. Tuż obok niej widoczna jest galaktyka PGC 6707.